# Tommaso Grossi
Tommaso Grossi (Bellano, 23 gennaio 1790 – Milano, 10 dicembre 1853) è stato uno scrittore, poeta e notaio italiano, esponente del Romanticismo lombardo, amico di Carlo Porta e Alessandro Manzoni.

## Biografia
Figlio di Francesco e di Elisabetta Tarelli, fece i primi studi a Treviglio, poi al Seminario di Lecco, a Rezzonico e a Milano. Laureatosi in giurisprudenza nel 1810 all'Università di Pavia, fece pratica in uno studio legale di Milano e ottenne l'abilitazione di avvocato nel 1815.
Voltosi a interessi letterari, nel 1816 diffuse anonimamente a Milano la Prineide, un poemetto satirico in milanese e in sestine di endecasillabi; il poema è incentrato su un'immaginaria conversazione con il fantasma del ministro delle Finanze del Regno d'Italia, Giuseppe Prina, che fu linciato dalla folla il 20 aprile 1814 perché accusato ingiustamente di malversazione; nel testo, definito da Stendhal «la maggiore satira che la letteratura abbia prodotto nell'ultimo secolo», si biasimava la situazione della città sotto il regno Lombardo-Veneto, con termini offensivi verso l'imperatore.  Il Grossi, sospettato, fu arrestato dalla polizia austriaca e confessò di esserne l'autore;  fu rilasciato senza ulteriori conseguenze.
Seguì la pubblicazione della novella La fuggitiva, in 59 ottave e ancora in dialetto milanese, che l'anno dopo il Grossi traspose in lingua italiana, con un risultato di minore efficacia per l'uso di forme retoriche e auliche inappropriate alla resa del soggetto.   Si narra, in prima persona, la vicenda di una ragazza che abbandona la famiglia per seguire segretamente il fidanzato e il fratello, arruolati nella Grande Armata impegnata nella campagna di Russia.  I due militari muoiono in battaglia - ma il fidanzato avrà il tempo di riconoscerla - e la giovane, tornata in Italia, muore a sua volta nella sua casa, chiedendo perdono ai genitori.
L'amicizia con Carlo Porta fu di grande importanza per la scelta del dialetto e del genere satirico - col poeta milanese scrisse nel 1818 il Giovanni Maria Visconti e le Sestinn per el matrimoni del sur cont don Gabrièl Vèrr con la sùra contessìna donna Giuestìna Borromea nel 1819, oltre ad avere in comune il rifiuto del classicismo. 
Quando il Porta morì, Grossi lo ricordò con una breve biografia e con le sestine In morte di Carlo Porta, pubblicate nell'edizione del 1821 delle Poesie di Carlo Porta.
Il successo de La fuggitiva - dovuto al favore di cui godeva allora presso il pubblico borghese il genere sentimentale e avventuroso - stimolò nel 1820 il Grossi a scrivere in italiano un'altra novella in 326 ottave, Ildegonda. Ambientata in un Medioevo di maniera, è la vicenda dell'amore di Ildegonda, contrastata dal padre e dal fratello, per il nobile cavaliere Rizzardo; Ildegonda muore in un convento.
Il Grossi successivamente andò ad abitare a casa di Alessandro Manzoni, che lo citò ne I promessi sposi.
se mai gli porti sentore d'uomo o di ferro, drizza gli orecchi acuti, e gira due occhi sanguigni da cui traluce insieme l'ardore della preda e il terrore della caccia. Del rimanente, quel bel verso, chi volesse saper donde venga, è tratto da una diavoleria inedita di crociate e di lombardi, che presto non sarà più inedita, e farà un bel romore; e io l'ho pigliato perché mi veniva a taglio, e donde l'ho tolto, lo dico per non farmi bello dell'altrui: che non pensasse taluno ch'ella sia una mia arte per far sapere che l'autore di quella diavoleria ed io siamo come fratelli, e ch'io frugo a mia voglia ne' suoi manoscritti.»
(I promessi sposi, cap. XI)
La diavoleria citata dal Manzoni era il poema storico nazionale I Lombardi alla prima crociata, pubblicato nel 1826; in esso Grossi tentò, pur senza sortire l'effetto sperato, di effettuare una sorta di "rivisitazione", secondo i propri intendimenti più scorrevole e aggiornata, della Gerusalemme liberata di Tasso. Con le sue 3500 copie risultò l'opera letteraria con più alta tiratura del tempo e ispirò, alcuni decenni più tardi, il melodramma omonimo di Giuseppe Verdi (1843). L'imitazione tassiana incontrò le critiche stilistiche di De Sanctis, che rimproverò al poema la mancanza dell'eroico, dimensione caratteristica della Gerusalemme .
Successivamente si dedicò al romanzo storico di ambientazione trecentesca Marco Visconti (1834), che ebbe subito delle traduzioni in francese, inglese, tedesco e spagnolo.
Nel 1838 si sposò e divenne notaio; lasciò la casa di Manzoni e si dedicò alla scrittura solo  occasionalmente.
Nel 1848 scrisse un Cantico per la vittoria delle Cinque giornate di Milano e fu direttore generale dei Ginnasi per il governo provvisorio. Come notaio stese inoltre l'atto ufficiale con i risultati del plebiscito delle province lombarde per l'unione al Regno di Sardegna. Al ritorno degli austriaci fuggì per pochi mesi a Lugano.
Morì a Milano per una meningite il 10 dicembre 1853 e venne tumulato nel Cimitero di San Gregorio. Il 22 dicembre 1874, essendo il precedente cimitero destinato alla dismissione, venne traslato nella cripta del Famedio del Cimitero Monumentale di Milano.

## Opere
- Prineide, 1816
- La fuggitiva (in milanese), 1816
- La fuggitiva (in italiano), 1817

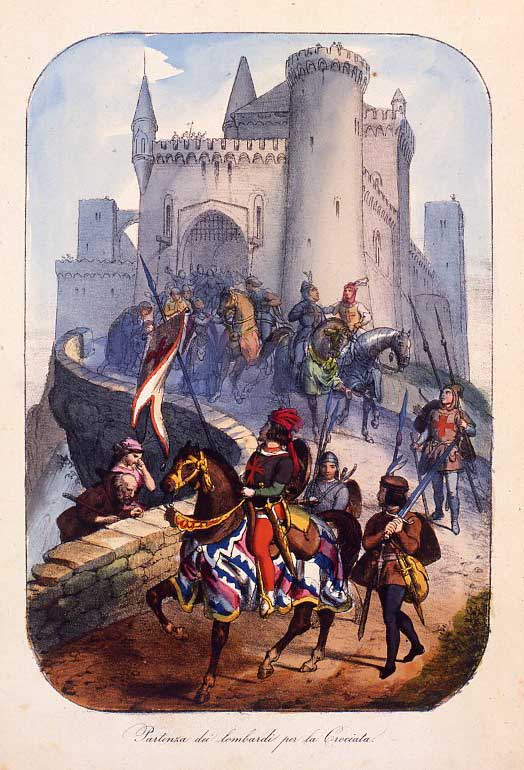
Partenza dei Lombardi per la Crociata. Illustrazione da I Lombardi alla prima crociata di Tommaso Grossi.

- Giovanni Maria Visconti, con Carlo Porta, 1818
- Sestinn per el matrimoni del sur cont don Gabriel Verr con la sura contessina donna Giustina Borromea, con Carlo Porta, 1819
- Ildegonda (novella), 1820
- In morte di Carlo Porta, 1821
- I Lombardi alla prima crociata, 1826
- Marco Visconti (romanzo), 1834
- Ulrico e Lida (novella), 1837

### Edizioni
- Opere, 2 voll., Milano, 1877.
- Marcus De Rubris (a cura di), Novelle romantiche, Torino, 1928.
- P. Tocchetti (a cura di), Lettere, Modena, 1939.
- Ettore Janni (a cura di), Marco Visconti, Milano, 1953.
- Severino Pagani (a cura di), Poesie milanesi. Raccolta completa, Milano, Ceschina, 1961.
- Adriano Bozzoli (a cura di), L'Arcadia all'incanto, Milano-Varese, Istituto editoriale Cisalpino, 1971.
- Raffaele Sirri Rubes (a cura di), Opere poetiche, Napoli, Rossi, 1972.
- Aurelio Sargenti (a cura di), Poesie milanesi, Milano, Scheiwiller, 1988.
- Mario Barenghi (a cura di), Marco Visconti, Milano, Arcipelago, 1994, ISBN 88-7695-113-X.
- Umberto Gualdoni (a cura di), Prineide. La tragica fine di un ministro delle finanze, con testi di Leonardo Sciascia, Novara, Interlinea edizioni, 1996
- Aurelio Sargenti (a cura di), Carteggio 1816 - 1853, Milano, Centro Nazionale Studi Manzoniani, 2005, ISBN 88-87924-87-2.
- Aurelio Sargenti (a cura di), Poesie milanesi. Nuova edizione rivista e accresciuta, Novara, Interlinea Edizioni, 2008

## Monumenti
Una statua di Tommaso Grossi, opera di Vincenzo Vela del 1858, si trova nel cortile d'onore del palazzo di Brera. Fu finanziata con sottoscrizione pubblica presieduta da Alessandro Manzoni.
Un monumento a Tommaso Grossi, realizzato su disegno di Antonio Tantardini e inaugurato nel 1876, si trova a Bellano, suo paese natale.

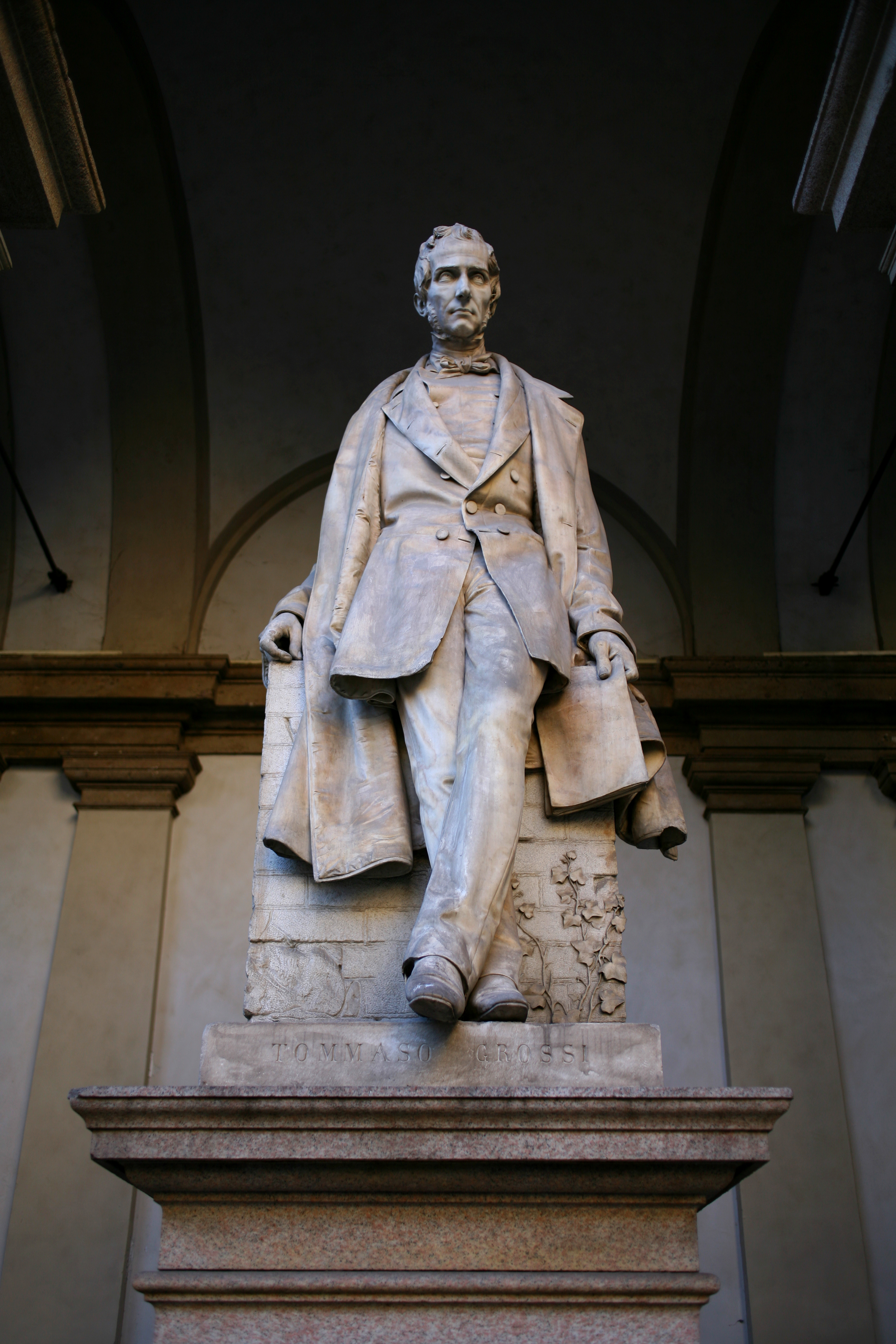
Statua nel cortile d'onore del palazzo di Brera
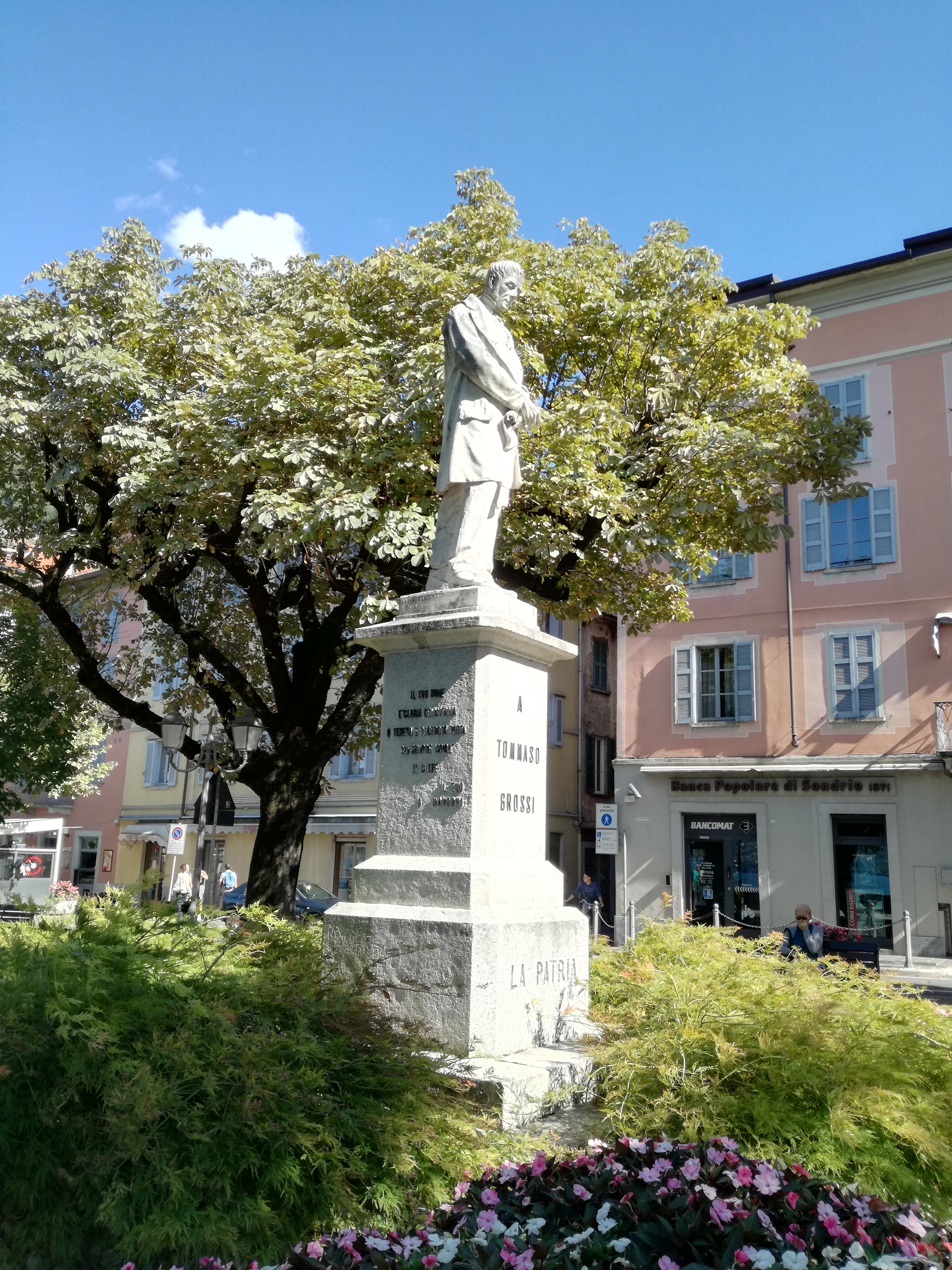
Monumento a Bellano
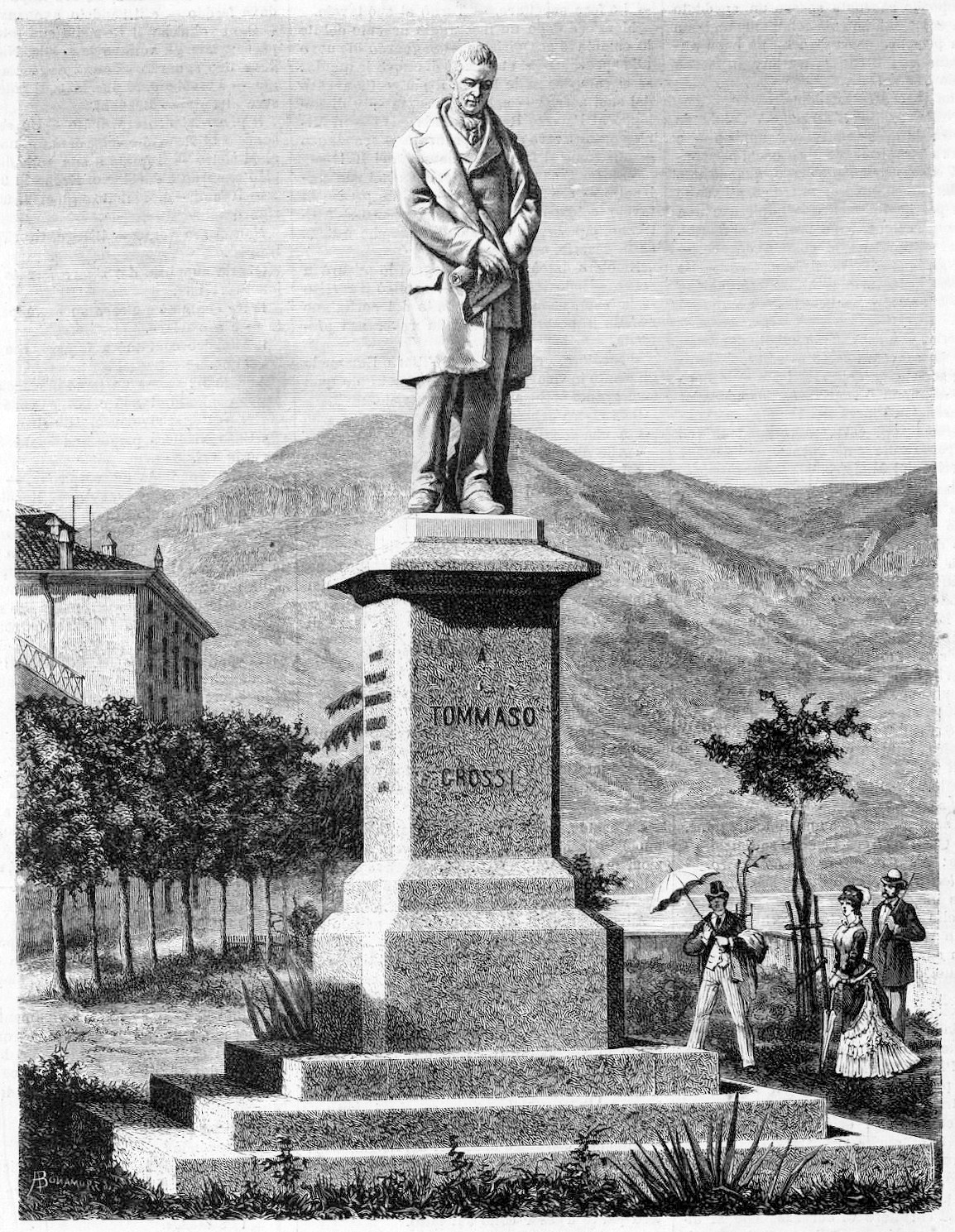
Monumento a Bellano (stampa del 1876)